# 南京市民卡
南京市民卡，原称为南京公交IC卡，是南京市人民政府授权发放的非接触式智能卡，在一定人群中、一定场合下亦被称为月票。

它使用无线射频识别（RFID）技术，用于识别个人身份、办理个人相关社会事务、享受公共服务、进行电子支付。该卡于2009年12月26日首发，由南京市市民卡有限公司管理。

广义的南京市民卡，可指代南京市市民卡有限公司发行的众多卡片；狭义的南京市民卡，或仅为南京市市民卡有限公司旗下的一个系列，其他系列包括金陵通优惠码、金陵通、智汇、NFC交通卡。

对于狭义的南京市民卡，可通过多种渠道（APP、微信小程序、线下等），为其附加通用卡、学生卡、老年人卡、诚信卡等属性。

## 历史[4]
- 1999年9月，南京公用事业IC卡有限公司成立。
- 2000年，与华夏银行联合发行华夏万通卡。
- 2003年，发行金陵通卡。
- 2010年1月，南京公用事业IC卡有限公司更名为南京市市民卡有限公司。
- 2014年8月，新版金陵通实现与镇江、扬州互联互通使用。[5]
- 2015年12月，发行使用交通联合标准的江苏交通一卡通。[6]

## 类型
| 卡类           | 卡类     | 是否记名 | 使用范围                                                                        | 备注                                   |
| -------------- | -------- | -------- | ------------------------------------------------------------------------------- | -------------------------------------- |

某一旧版本的江苏交通一卡通（亦称全国一卡通、新版金陵通）卡样，由江苏恒宝制卡。

| 江苏交通一卡通 | 交通专卡 | 否       | - 乘坐南京市内和全国其他加入交通联合的公共交通                                  | 卡面标注为“金陵通交通卡”               |
| 江苏交通一卡通 | 通卡     | 否       | - 乘坐南京市内和全国其他加入交通联合的公共交通 - 于南京市内支持智汇卡的商铺购物 | 卡面带有“智汇”Logo；卡面标注为“金陵通” |
| 南京市民卡B卡  | 交通专卡 | 是       | - 乘坐南京市内和全国其他加入交通联合的公共交通                                  | 卡面标注为“金陵通交通卡”               |
| 南京市民卡B卡  | 通卡     | 是       | - 乘坐南京市内和全国其他加入交通联合的公共交通 - 于南京市内支持智汇卡的商铺购物 | 卡面带有“智汇”Logo；卡面标注为“金陵通” |

经咨询（2024年1月31日，025-96095），现下新发放的江苏交通一卡通及南京市民卡B卡，疑默认为交通专卡。理论上，可以通过“智汇”标志之有无来判断是否支持小额支付；至于实际情况，还请线下尝试。
南京市民卡共有三种类型，包括：
- 三合一市民卡（A卡）：该卡整合了社会保障卡、金陵通（用于乘坐公共交通和电子支付）和商业银行借记卡的功能，为功能最齐全的卡种。办理该卡须支付20元工本费。
- 不带社保功能的市民卡（B卡）：该卡种分为仅支持乘坐公共交通的金陵通交通卡（交通专卡）与支持小额电子支付的智汇卡（通卡），不具备社会保障卡和银行卡的功能。由于A卡的功能较多，丢失或损坏后会给用户带来诸多不便和安全隐患，许多市民会选择该卡作为日常的公交卡使用。标准卡办卡工本费为25元。[7]
- 医疗就诊卡（C卡）：仅可作为医疗就诊卡进行挂号、缴费等，但不具备社保卡的功能。办卡工本费为5元。

## 办理与充值
南京市民卡可在智汇服务网点，智汇自助服务机或南京市民卡App中办理。智汇服务网点、智汇自助服务机、华夏银行和苏果超市等地点可充值，充值金额需为50元的整倍数，也可透过南京市民卡App进行NFC充值。

## 使用范围
- 南京市部分医疗机构（仅限市民卡A卡与C卡）
- 南京市、无锡市、淮安市、镇江市、连云港市部分加油站、停车场、洗车店，车辆维修店。（仅限支持智汇小额交易功能的市民卡）
- 南京市、无锡市、淮安市、镇江市、连云港市部分超市。（仅限支持智汇小额交易功能的市民卡）[9]
- 南京市部分旅游景区（需购买南京市旅游游园年卡）

南京市民卡可用于乘坐下列机构运营的公共交通：
- 南京公交
  - 南京公共交通（集团）有限公司
  - 南京江宁公共交通集团有限公司（南京东山公交客运有限公司）
  - 南京溧水交通公共客运有限公司
  - 南京淳科公交有限公司
- 南京地铁
- 南京有轨电车
- 公共自行车（需开通公共自行车功能）
  - 南京公共自行车
  - 南京江北公共自行车
  - 溧水公共自行车
  - 高淳公共自行车
- 大部分市区出租车

卡面上带有“交通联合”标志的卡片，还可于全国支持交通联合的交易场景中使用。